# Sparkassen Cup on Ice de 1998
Sparkassen Cup on Ice de 1998 foi a décima segunda edição da competição, um evento anual de patinação artística no gelo organizado pela Deutsche Eislauf-Union, e que fez parte do Grand Prix de 1998–99. A competição foi disputada entre os dias 12 de novembro e 15 de novembro, na cidade de Gelsenkirchen, Alemanha.

## Eventos
- Individual masculino
- Individual feminino
- Duplas
- Dança no gelo

## Medalhistas
| Evento                        | Ouro                                         | Prata                                     | Bronze                                               |
| Individual masculino detalhes | Alexei Yagudin · Rússia                      | Alexander Abt · Rússia                    | Andrejs Vlascenko · Alemanha                         |
| Individual feminino detalhes  | Elena Sokolova · Rússia                      | Yulia Lavrenchuk · Ucrânia                | Maria Butyrskaya · Rússia                            |
| Duplas detalhes               | Maria Petrova · Alexei Tikhonov · Rússia     | Peggy Schwarz · Mirko Müller · Alemanha   | Tiffany Stiegler · Johnnie Stiegler · Estados Unidos |
| Dança no gelo detalhes        | Anjelika Krylova · Oleg Ovsyannikov · Rússia | Shae-Lynn Bourne · Viktor Kraatz · Canadá | Kati Winkler · René Lohse · Alemanha                 |

## Resultados

### Individual masculino
| Pos.              | Nome                 | Nacionalidade  | Pontos | PC | PL |
| ----------------- | -------------------- | -------------- | ------ | -- | -- |
| Medalha de ouro   | Alexei Yagudin       | Rússia         | 1.5    | 1  | 1  |
| Medalha de prata  | Alexander Abt        | Rússia         | 3.0    | 2  | 2  |
| Medalha de bronze | Andrejs Vlascenko    | Alemanha       | 4.5    | 3  | 3  |
| 4                 | Noaki Shigematsu     | Japão          | 7.0    | 6  | 4  |
| 5                 | Thierry Cerez        | França         | 7.0    | 4  | 5  |
| 6                 | Jean-Francois Hebert | Canadá         | 9.5    | 5  | 7  |
| 7                 | Sven Meyer           | Alemanha       | 10.0   | 8  | 6  |
| 8                 | Robert Grzegorczyk   | Polônia        | 11.5   | 7  | 8  |
| 9                 | Patrick Schmit       | Luxemburgo     | 13.5   | 9  | 9  |
| 10                | Jeff Langdon         | Canadá         | 15.0   | 10 | 10 |
| 11                | Shepherd Clark       | Estados Unidos | 16.5   | 11 | 11 |

### Individual feminino
| Pos.              | Nome               | Nacionalidade  | Pontos | PC | PL |
| ----------------- | ------------------ | -------------- | ------ | -- | -- |
| Medalha de ouro   | Elena Sokolova     | Rússia         | 1.5    | 1  | 1  |
| Medalha de prata  | Yulia Lavrenchuk   | Ucrânia        | 3.5    | 3  | 2  |
| Medalha de bronze | Maria Butyrskaya   | Rússia         | 4.0    | 2  | 3  |
| 4                 | Anna Rechnio       | Polônia        | 6.0    | 4  | 4  |
| 5                 | Jennifer Robinson  | Canadá         | 8.0    | 6  | 5  |
| 6                 | Brittney McConn    | Estados Unidos | 9.5    | 7  | 6  |
| 7                 | Hanae Yokoya       | Japão          | 9.5    | 5  | 7  |
| 8                 | Eva-Maria Fitze    | Alemanha       | 12.0   | 8  | 8  |
| 9                 | Franziska Guenther | Alemanha       | 13.5   | 9  | 9  |

### Duplas
| Pos.              | Nome                                      | Nacionalidade    | Pontos | PC | PL |
| ----------------- | ----------------------------------------- | ---------------- | ------ | -- | -- |
| Medalha de ouro   | Maria Petrova / Alexei Tikhonov           | Rússia           | 1.5    | 1  | 1  |
| Medalha de prata  | Peggy Schwarz / Mirko Mueller             | Alemanha         | 3.0    | 2  | 2  |
| Medalha de bronze | Tiffany Stiegler / Johnnie Stiegler       | Estados Unidos   | 5.0    | 4  | 3  |
| 4                 | Kateřina Beránková / Otto Dlabola         | República Tcheca | 5.5    | 3  | 4  |
| 5                 | Valerie Saurette / Jean-Sébastien Fecteau | Canadá           | 7.5    | 5  | 5  |
| 6                 | Mariana Kautz / Norman Jeschke            | Alemanha         | 9.0    | 6  | 6  |

### Dança no gelo
| Pos.              | Nome                                   | Nacionalidade | Pontos | DC | DO | DL |
| ----------------- | -------------------------------------- | ------------- | ------ | -- | -- | -- |
| Medalha de ouro   | Anjelika Krylova / Oleg Ovsyannikov    | Rússia        | 2.0    | 1  | 1  | 1  |
| Medalha de prata  | Shae-Lynn Bourne / Victor Kraatz       | Canadá        | 4.0    | 2  | 2  | 2  |
| Medalha de bronze | Kati Winkler / René Lohse              | Alemanha      | 6.0    | 3  | 3  | 3  |
| 4                 | Elena Grushina / Ruslan Goncharov      | Ucrânia       | 8.0    | 4  | 4  | 4  |
| 5                 | Galit Chait / Sergey Sakhnovsky        | Israel        | 10.4   | 6  | 5  | 5  |
| 6                 | Albena Denkova / Maxim Staviyski       | Bulgária      | 11.6   | 5  | 6  | 6  |
| 7                 | Olga Sharutenko / Dmitri Naumkin       | Rússia        | 14.0   | 7  | 7  | 7  |
| 8                 | Marie-France Dubreuil / Patrice Lauzon | Canadá        | 16.0   | 8  | 8  | 8  |
| 9                 | Dominique Deniaud / Martial Jaffredo   | França        | 19.0   | 9  | 9  | 10 |
| 10                | Stephanie Rauer / Thomas Rauer         | Alemanha      | 19.4   | 11 | 10 | 9  |
| WD                | Zuzana Merzova / Tomas Morbacher       | Eslováquia    | —      | 10 | 11 | WD |

## Quadro de medalhas
| Ordem | País           | Medalha de ouro | Medalha de prata | Medalha de bronze |    | Ordem por total |
| ----- | -------------- | --------------- | ---------------- | ----------------- | -- | --------------- |
| 1     | Rússia         | 4               | 1                | 1                 | 6  | 1               |
| 2     | Alemanha       |                 | 1                | 2                 | 3  | 2               |
| 3     | Canadá         |                 | 1                |                   | 1  | 3               |
| 3     | Ucrânia        |                 | 1                |                   | 1  | 3               |
| 5     | Estados Unidos |                 |                  | 1                 | 1  | 3               |
| TOTAL | TOTAL          | 4               | 4                | 4                 | 12 | —               |